# Мілі Сміт
Мілі Сміт (3 березня 1998 , Перт ) — британська керлінгістка, олімпійська чемпіонка, чемпіонка Європи. 